# Oenanthe chrysopygia
La collalba afgana (Oenanthe chrysopygia) es una especie de ave paseriforme de la familia Muscicapidae propia de Oriente Medio. Es un pájaro migratorio que cría en las zonas montañosas del suroeste de Asia y el sur de Asia central, y se desplaza al sur, desde Arabia al noroeste del subcontinente indio, para pasar el invierno. Anteriormente se consideraba una subespecie de la collalba persa (O. xanthoprymna), pero ahora se clasifica como una especie sepada.

## Descripción

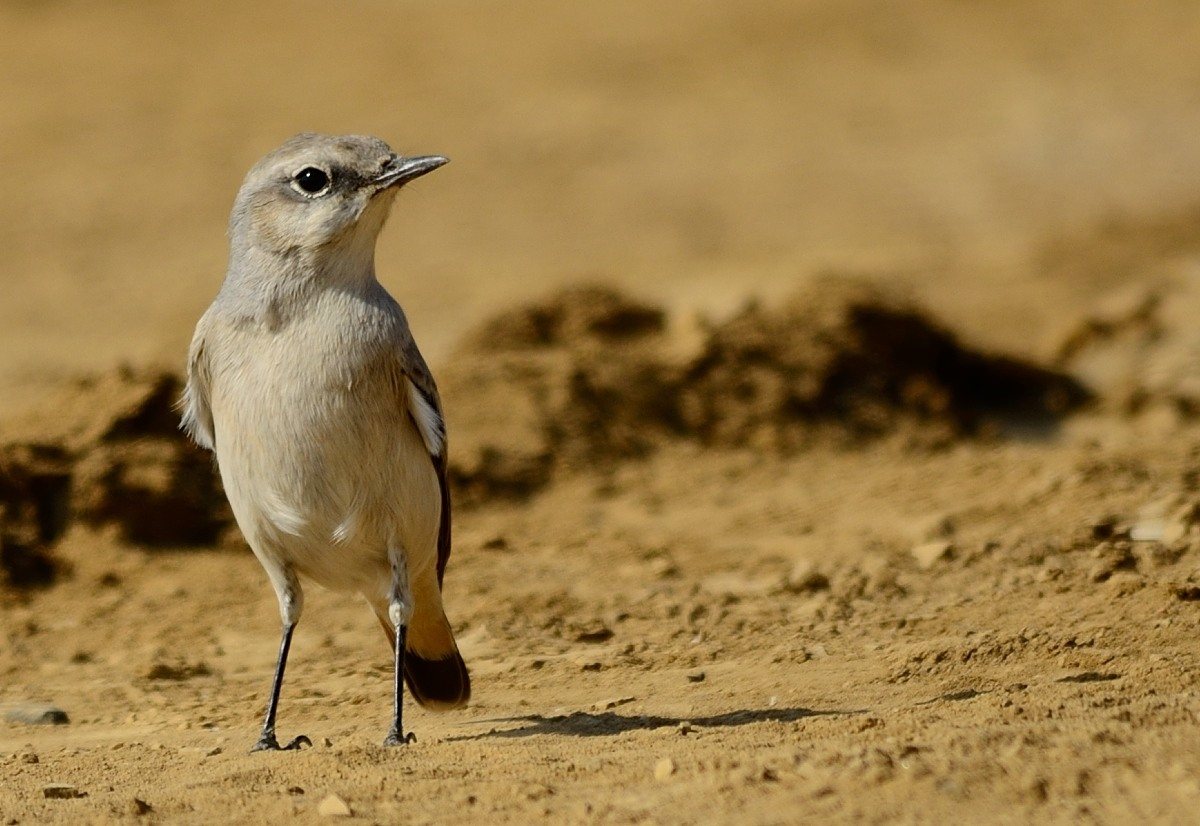
Macho en Rajastán.

La collalba afgana mide alrededor de 14,5 cm de largo, y tiene una envergadura alar entre 26–27 cm y pesa entre 20-27 g. Su plumaje es bastante discreto, con las partes superiores principalmente de tonos pardo grisáceos y blanquecino grisáceo en las inferiores. presenta una lista ocular difusa grisácea, y las coberteras auriculares de color castaño rojizo. Su obispillo, la base de las plumas centrales de la cola y todas las exteriores de la cola son rojizas, mientras que el resto de la cola es negra formando una «T» invertida en el final de la cola. Las coberteras de la parte inferior de la cola son blancas. Hay pocas diferencias entre los machos y hembras, aunque pueden diferenciarse porque los machos tienen el lorum negruzco. Además las hembras suelen tener la base de las plumas exteriores de la cola blancas.
Su canto es un silbido simple repetitivo. Emiten varios tipos de casquidos, silbidos ásperos.

## Taxonomía
La collalba afgana fue descrita en 1863 por el zoólogo italiano Filippo de Filippi, con el nombre binomial de Dromolaea chrysopgyia. Posteriormente se consideró una subespecie de la collalba persa (O. xanthoprymna), ya que se apreció un aspecto intermedio entre algunos individuos collalba afgana y O. x. cummingi, por lo que se supuso que hibridaban. Sin embargo, estos supuestos híbridos en realidad eran juveniles de primer año de collalba afgana.
No se reconocen subespecies diferenciadas, aunque los individuos de las zonas orientales son algo más claros y en el pasado se sugirió que se trataba de una subespecie, O. c. kingi.

## Distribución y hábitat

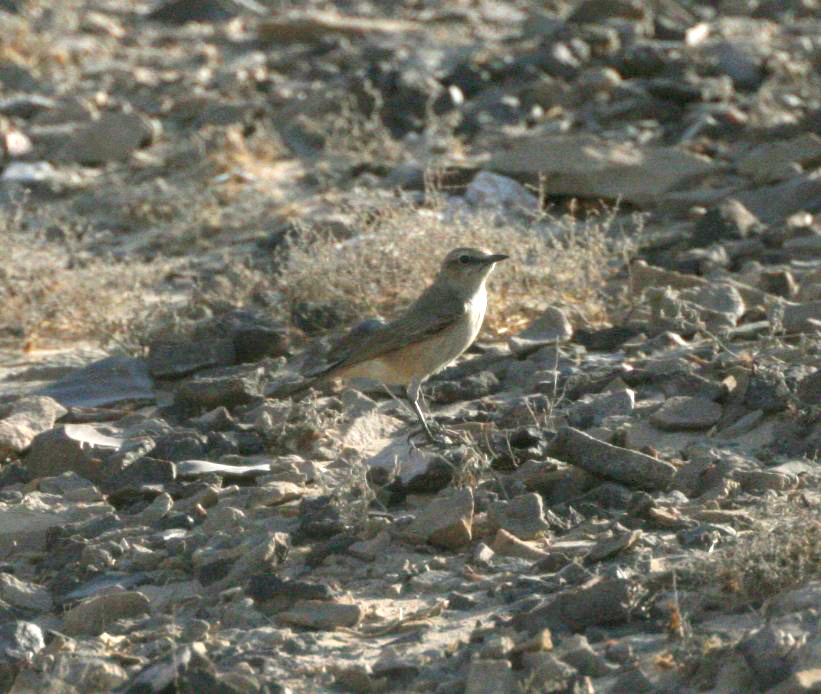
Prefieren los hábitat rocosos y montañosos.

Su zona de cría se extiende desde el extremo oriental de Turquía, Armenia y Azerbaiyán hacia el  este por Irán, Turkmenistán, Afganistán, Uzbekistán, hasta el sur de Tayikistán y el oeste de Pakistán. Es un pájaro migratorio que se desplaza al sur para pasar el invierno en la península arábiga, las regiones del sur de Irak e Irán, hasta el noroeste del subcontinente indio (Pakistán y el noeroeste de la India. Puede aparecer como divagante en Israel, Eritrea, Etiopía, Yibuti y Nepal.
Cría en zonas montañosas entre los 1.200 y 4.000 m s. n. m. Anida en terraplenes, barrancos y zonas rocosas con algo de vegetación. Pasa el invierno en los niveles bajos de montes rocosos, estepas, y zonas de matorral semidesérticas.

## Comportamiento
Suele buscar alimento en el suelo sin vegetación, y se alimenta principalmente de insectos como las hormigas, escarabajos y orugas. También picotea presas en la vegetación, y escarba con el pico para encontrar larvas de escarabajos, y también se pueden lanzar desde lo alto de una roca que usan como atalaya.
Cría desde finales de marzo o abril hasta junio, y pueden sacar adelante dos nidadas. Su nido es un cuenco hecho con hierba y otro material vegetal, situado en un hueco entre las rocas o un precipicio. Suelen poner entre cuatro y seis huevos. Los huevos son de color blanco azulado claro, a veces con moteado pardo rojizo. La incubación dura 13 días.